# اتوبوس برون‌شهری

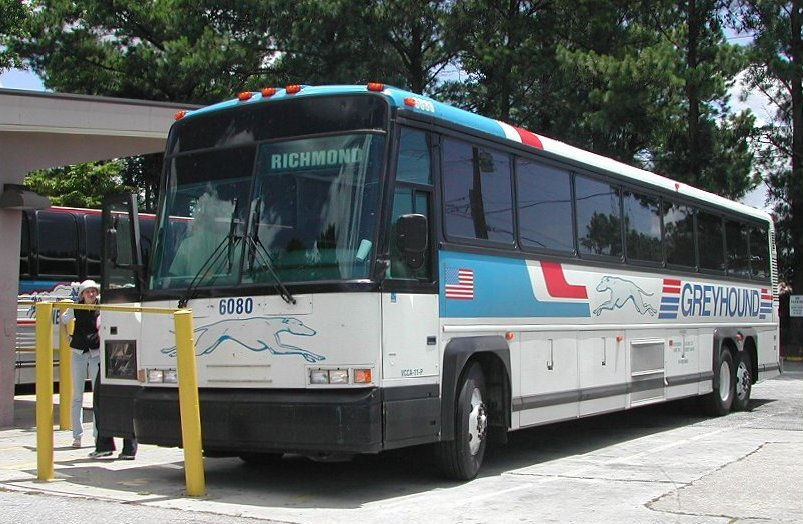
یک اتوبوس برون‌شهری در آمریکای شمالی

اتوبوس برون‌شهری یا اتوبوس بین‌شهری یا اتوبوس جاده‌ای نوعی اتوبوس است که برای حمل مسافر و بار همراه مسافران در فاصله‌های نسبتاً زیاد و بین شهرهای مختلف به کار می‌رود. بر خلاف اتوبوس‌های درون‌شهری که با سرعت کمتر و بین تعداد زیادی ایستگاه اتوبوس در یک شهر و نواحی اطراف آن تردد می‌کنند، اتوبوس‌های بین‌شهری برای حرکت با سرعت و آرامش بیشتر بین دو یا تعدادی پایانه در شهرهای مختلف طراحی می‌شوند.